# العلاقات الأذربيجانية النرويجية
العلاقات الأذربيجانية النرويجية هي العلاقات الثنائية التي تجمع بين أذربيجان والنرويج.

## مقارنة بين البلدين
هذه مقارنة عامة ومرجعية للدولتين:
| وجه المقارنة                                              | أذربيجان        | النرويج                                                   |
| --------------------------------------------------------- | --------------- | --------------------------------------------------------- |
| المساحة (كم2)                                             | 86.60 ألف       | 385.21 ألف                                                |
| عدد السكان (نسمة)                                         | 10.00 مليون     | 5.33 مليون                                                |
| الكثافة السكانية (ن./كم²)                                 | 115.47          | 13.84                                                     |
| العاصمة                                                   | باكو            | أوسلو                                                     |
| اللغة الرسمية                                             | اللغة الأذرية   | بوكمول، لغات السامي، نينوشك، اللغة النرويجية              |
| العملة                                                    | مانات أذربيجاني | كرونة نروجية                                              |
| الناتج المحلي الإجمالي (بليون دولار)                      | 40.75 مليار     | 398.83 مليار                                              |
| الناتج المحلي الإجمالي (تعادل القوة الشرائية) بليون دولار | 171.56 مليار    | 322.23 مليار                                              |
| الناتج المحلي الإجمالي الاسمي للفرد دولار أمريكي          | 5.50 ألف        | 74.40 ألف                                                 |
| الناتج المحلي الإجمالي للفرد دولار أمريكي                 | 17.52 ألف       | 65.61 ألف                                                 |
| مؤشر التنمية البشرية                                      | 0.751           | 0.944                                                     |
| رمز المكالمات الدولي                                      | +994            | +47                                                       |
| رمز الإنترنت                                              | .az             | .no                                                       |
| المنطقة الزمنية                                           | ت ع م+04:00     | ت ع م+01:00، ت ع م+02:00، توقيت وسط أوروبا، أوروبا/أوسلو ‏ |

## مدن متوأمة
في ما يلي قائمة باتفاقيات التوأمة بين مدن أذربيجانية ونرويجية:
- ترتبط باكو مع ستافانغر باتفاقية توأمة منذ 1985.[16][16]

## منظمات دولية مشتركة
يشترك البلدان في عضوية مجموعة من المنظمات الدولية، منها:
| علم المنظمة | اسم المنظمة                               | تاريخ انضمام أذربيجان | تاريخ انضمام النرويج |
| ----------- | ----------------------------------------- | --------------------- | -------------------- |
|             | الاتحاد البريدي العالمي                   | ?                     | ?                    |
|             | بنك التنمية الآسيوي                       | 1999                  | 1966                 |
|             | يونسكو                                    | 3 يونيو 1992          | 4 نوفمبر 1946        |
|             | البنك الدولي للإنشاء والتعمير             | 18 سبتمبر 1992        | 27 ديسمبر 1945       |
|             | وكالة ضمان الاستثمار متعدد الأطراف        | 23 سبتمبر 1992        | 9 أغسطس 1989         |
|             | الاتحاد الدولي للاتصالات                  | 10 أبريل 1992         | 1866                 |
|             | منظمة الشرطة الجنائية الدولية             | ?                     | ?                    |
|             | مؤسسة التنمية الدولية                     | 31 مارس 1995          | 24 سبتمبر 1960       |
|             | مؤسسة التمويل الدولية                     | 11 أكتوبر 1995        | 20 يوليو 1956        |
|             | الأمم المتحدة                             | 2 مارس 1992           | 27 نوفمبر 1945       |
|             | منظمة الأمن والتعاون في أوروبا            | 30 يناير 1992         | 25 يونيو 1973        |
|             | مجلس أوروبا                               | 25 فبراير 2001        | 5 مايو 1949          |
|             | منظمة حظر الأسلحة الكيميائية              | ?                     | ?                    |
|             | المركز الدولي لتسوية المنازعات الاستشارية | 18 أكتوبر 1992        | 15 سبتمبر 1967       |

## وصلات خارجية
- موقع وزارة الخارجية الأذربيجانية
- موقع وزارة الخارجية النرويجية